# Olivier Le Tutour
Olivier Le Tutour est un homme politique français né le 1er juillet 1750 au village de Cogno, en Pluméliau (Bretagne) et mort le 1er juillet 1800 à Baud (Morbihan).

## Biographie
Cultivateur intelligent et aisé, ses compatriotes l'ont en grande estime. Il construit une ferme en 1778. En pleine période prérévolutionnaire, il se tourne vers la politique. Rédacteur des cahiers de doléances de Pluméliau, il fait partie de la première municipalité en 1790. Il est délégué à l'assemblée fédérative de Pontivy en 1790, puis maire de Pluméliau et membre du directoire du département. Il est député de 1791 à 1792, élu le 30 août 1791 au 3e tour. Il est élu premier député du Morbihan à l'Assemblée nationale, siégeant avec la majorité. Il est ensuite juge de paix du canton.

## Sources
- « Olivier Le Tutour », dans Adolphe Robert et Gaston Cougny, Dictionnaire des parlementaires français, Edgar Bourloton, 1889-1891 [détail de l’édition]
- Sa fiche sur le site de l'Assemblée nationale
- Histoire de Pluméliau par l'Abbé Michel Pennec bulletin paroissiale avril 1969
- Archives départementales du Morbihan